# Spišský Hrhov
Spišský Hrhov (Hongaars: Görgő) is een Slowaakse gemeente in de regio Prešov, en maakt deel uit van het district Levoča.
Spišský Hrhov telt 1.335 inwoners.